# Gunnar Thunander
Gustaf Karl Gunnar Thunander, född 25 maj 1883 i Floda församling i Södermanlands län, död 20 januari 1967 i Slottsstadens församling i Malmö, var en svensk skolman och författare.

## Biografi
Gunnar Thunander var son till kontraktsprosten Karl Thunander och Maria Åkerstein. Familjen tillhör släkten Thunander från Västergötland. Efter studentexamen i Strängnäs 1901 bedrev han akademiska studier och blev filosofie kandidat 1904 och teologie kandidat 1910. Han var vikarierande och extra ordinarie adjunkt vid Uppsala folkskoleseminarium 1912–1916, lärare vid flickskolan i Uppsala 1913–1916 och folkskoleinspektör i Malmö 1917–1948. Under denna tid läste han vidare och blev filosofie licentiat 1946 och filosofie doktor 1947.
Han blev förste kurator vid Södermanland-Nerikes nation 1907, vice ordförande för Uppsala studentkår 1907–1908, ordförande för Städernas folkskoleinspektörsförbund 1938–1948. Han författade Folkskola – Medborgarskola (doktorsavhandling 1946) och skrev artiklar i tidningar och tidskrifter, läroböcker med mera. Han var riddare av Vasaorden (RVO) och hade Skånska gymnastikförbundets guldmedalj.
Gunnar Thunander gifte sig 1912 med Sigrid Kylberg (1879–1950), dotter till grosshandlaren Claes Kylberg och Helena von Homeijer. De fick en son Mats Thunander (1914–2000), som blev lektor och far till journalisten och författaren Tina Thunander.